# 原五郎 (実業家)
原 五郎（はら ごろう、1921年5月26日- 2012年6月16日 ）は、日本の経営者。三井倉庫社長、会長を務めた。

## 来歴・人物
岐阜県出身。1946年に慶應義塾大学法学部を卒業し、同年に三井倉庫に入社した。1973年に取締役に就任し、1974年5月に常務、1977年3月に専務を経て、1979年6月に副社長に就任し、1981年6月には社長に昇格した。1993年6月に会長に就任し、2001年6月には相談役に就任。
1985年11月に藍綬褒章を受章し、1991年11月に勲三等旭日中綬章を受章した。
2012年6月16日、呼吸不全のために死去。91歳没。